# Almstedt
Almstedt település Németországban, azon belül Alsó-Szászország tartományban.  Almstedt Bad Salzdetfurth, Adenstedt és Diekholzen községekkel határos.

## Népesség
A település népességének változása: